# Paolo Nutini
Paolo Nutini (født 9. januar 1987 i Paisley) er skotsk sanger/sangskriver. Hans far er af italiensk afstamning, fra byen Barga i Toscana, men familien har boet i Skotland i fire generationer. Hans mor er fra Glasgow.
Familien har i årtier ejet en fish & chips forretning, men Paolos interesse for musik trak ham tidligt i en anden retning. Allerede som 16-årig flyttede han til London, hvor han optrådte regelmæssigt på diverse klubber, og i maj 2005 – kort efter hans 18-års fødselsdag – skrev han kontrakt med Atlantic Records. Hans første single, These Streets, blev udgivet i maj 2006 og blev i juli 2006 fulgt op af Last Request, som nåede en femteplads på den britiske hitliste (UK singles chart).
Hans debutalbum, These streets, blev udgivet den 17. juli 2006 og blev med det samme nummer tre på den britiske hitliste (UK album chart). Albummet indbragte Nutini en guldplade efter mindre end to uger og blev blot fire uger senere et platinalbum. Hans andet album, Sunny Side Up blev udgivet den 29. maj 2009.
Paolo Nutini var blandt de optrædende på Live Earth koncerten på Wembley i juli 2007. Den 17. september 2007 optrådte han i The Tonight Show med Jay Leno.

## Diskografi
- These Streets (2006)
- Sunny Side Up (2009)
- Caustic Love (2014)
- Last Night in the Bittersweet (2022)

## Hæder
| Year | Award                   | Category                         | Work              | Result    | Ref.   |
| ---- | ----------------------- | -------------------------------- | ----------------- | --------- | ------ |
| 2007 | BRIT Awards             | British Male                     | N/A               | Nomineret | [ 1 ]  |
| 2008 | ASCAP Awards            | Songwriting                      | "New Shoes"       | Vundet    | [ 2 ]  |
| 2009 | UK Music Video Awards   | Best Cinematography              | "Candy"           | Nomineret | [ 3 ]  |
| 2009 | UK Music Video Awards   | Best Telecine                    | "Candy"           | Vundet    | [ 4 ]  |
| 2009 | UK Music Video Awards   | Best Pop Video                   | "Candy"           | Nomineret | [ 3 ]  |
| 2010 | BRIT Awards             | British Male Solo Artist         | N/A               | Nomineret | [ 5 ]  |
| 2010 | BRIT Awards             | British Album                    | Sunny Side Up     | Nomineret | [ 5 ]  |
| 2010 | Ivor Novello Awards     | Album Award                      | Sunny Side Up     | Vundet    | [ 6 ]  |
| 2010 | Meteor Awards           | Best International Album         | Sunny Side Up     | Vundet    | [ 7 ]  |
| 2010 | Meteor Awards           | Best International Male          | N/A               | Nomineret | [ 8 ]  |
| 2010 | Q Awards                | Best Male                        | N/A               | Vundet    | [ 9 ]  |
| 2010 | Scottish Fashion Awards | Style Icon of the Year           | N/A               | Vundet    | [ 10 ] |
| 2010 | Tartan Clef Awards      | Tartan Clef                      | N/A               | Vundet    | [ 11 ] |
| 2010 | UK Festival Awards      | Feel Good Act of the Summer      | N/A               | Vundet    | [ 12 ] |
| 2011 | UK Festival Awards      | Headline Performance of the Year | Latitude Festival | Vundet    | [ 13 ] |
| 2014 | Q Awards                | Best Track                       | "Iron Sky"        | Vundet    | [ 14 ] |